# Nigel Donohue
Nigel Donohue (* 20. prosince 1969 Leigh, Spojené království) je bývalý britský a anglický zápasník–judista a volnostylař.

## Sportovní kariéra
Zápasení se věnoval od mala pod vedením svého otce Johna. V rodném Leighu hrál třináctkové Ragby, navštěvoval kroužek juda a olympijského zápasu. V juniorském věku byl členem mužské reprezentace v zápasu. V roce 1986 obsadil v zápasu ve volném stylu třetí místo na Hrách Commonwealthu. Britské judistické reprezentaci se pohyboval od roku 1989 v superlehké váze do 60 kg. V roce 1992 uspěl v britské nominaci na olympijské hry v Barceloně, ale vypadl ve druhém kole s Mongolem Battulgou. V roce 1996 odjížděl na olympijské hry v Atlantě jako jeden z favoritů a vypadl opět ve druhém kole s judistou z Mongolska, Narmandachem. Sportovní karieru ukončil na podzim 1997. Věnuje se trenérské a funkcionářské práci. Vedl několik let skotskou judistickou reprezentaci a pracoval jako manažer anglické judistické reprezentace.
Nigel Donohue byl levoruký judista a jako většina britských judistů zvládal na slušné úrovni boj v postoji tak na zemi.

### Vítězství
- 1993 - 1x světový pohár (Paříž)

## Výsledky
| Turnaj             | 1988            | 1989            | 1990            | 1991            | 1992            | 1993            | 1994            | 1995            | 1996            |
| Turnaj             | 19              | 20              | 21              | 22              | 23              | 24              | 25              | 26              | 27              |
| Turnaj             | superlehká váha | superlehká váha | superlehká váha | superlehká váha | superlehká váha | superlehká váha | superlehká váha | superlehká váha | superlehká váha |
| ------------------ | --------------- | --------------- | --------------- | --------------- | --------------- | --------------- | --------------- | --------------- | --------------- |
| Olympijské hry     | —               |                 |                 |                 | úč.             |                 |                 |                 | 7.              |
| Mistrovství světa  |                 | úč.             |                 | úč.             |                 | 5.              |                 | úč.             |                 |
| Mistrovství Evropy | —               | —               | 2.              | —               | 5.              | 3.              | —               | 1.              | 2.              |
| ME juniorů         | 3.              | 2.              |                 |                 |                 |                 |                 |                 |                 |